# Габарит рухомого складу

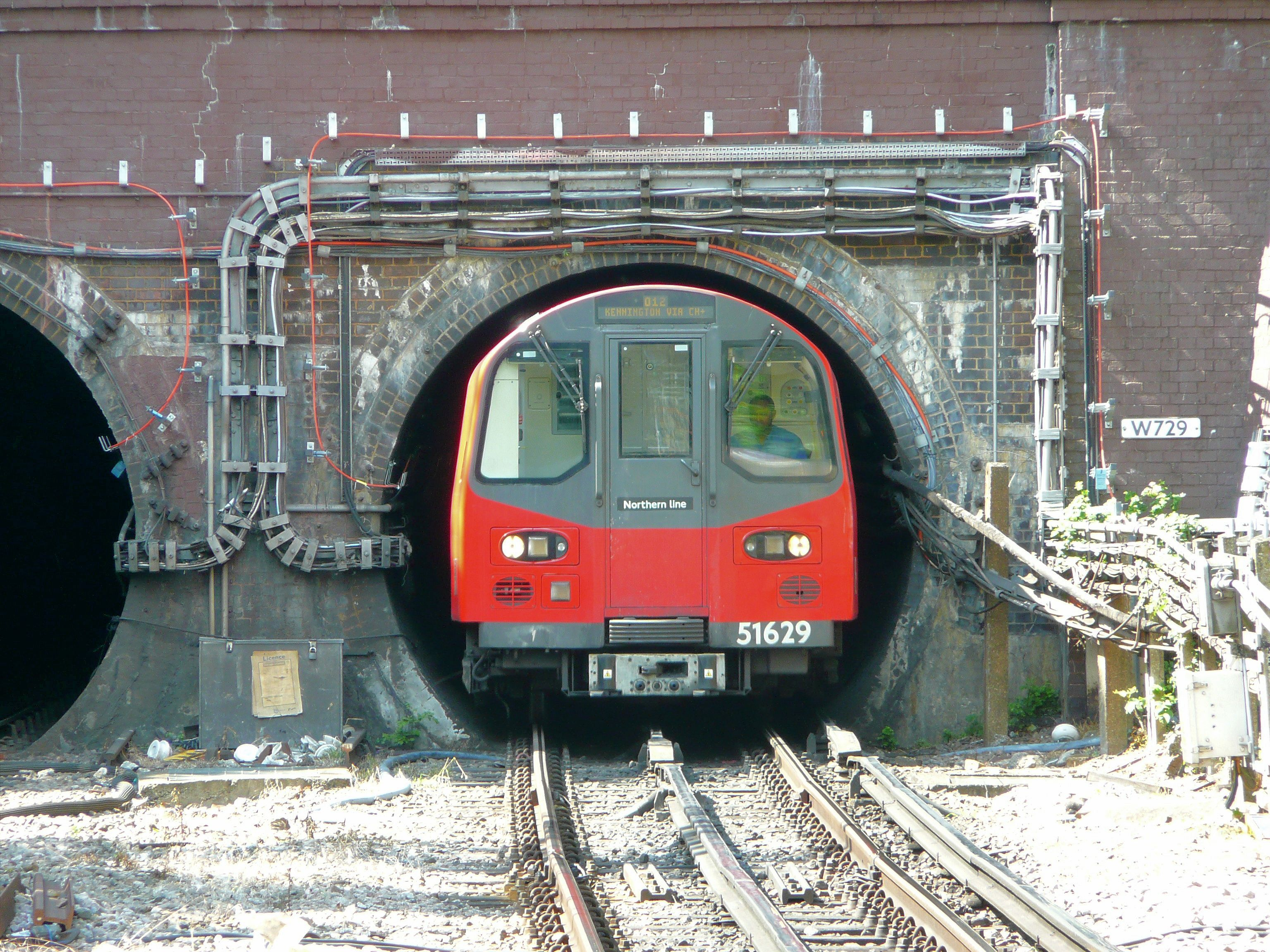
Розмір тунелів визначає максимальний розмір вагонів

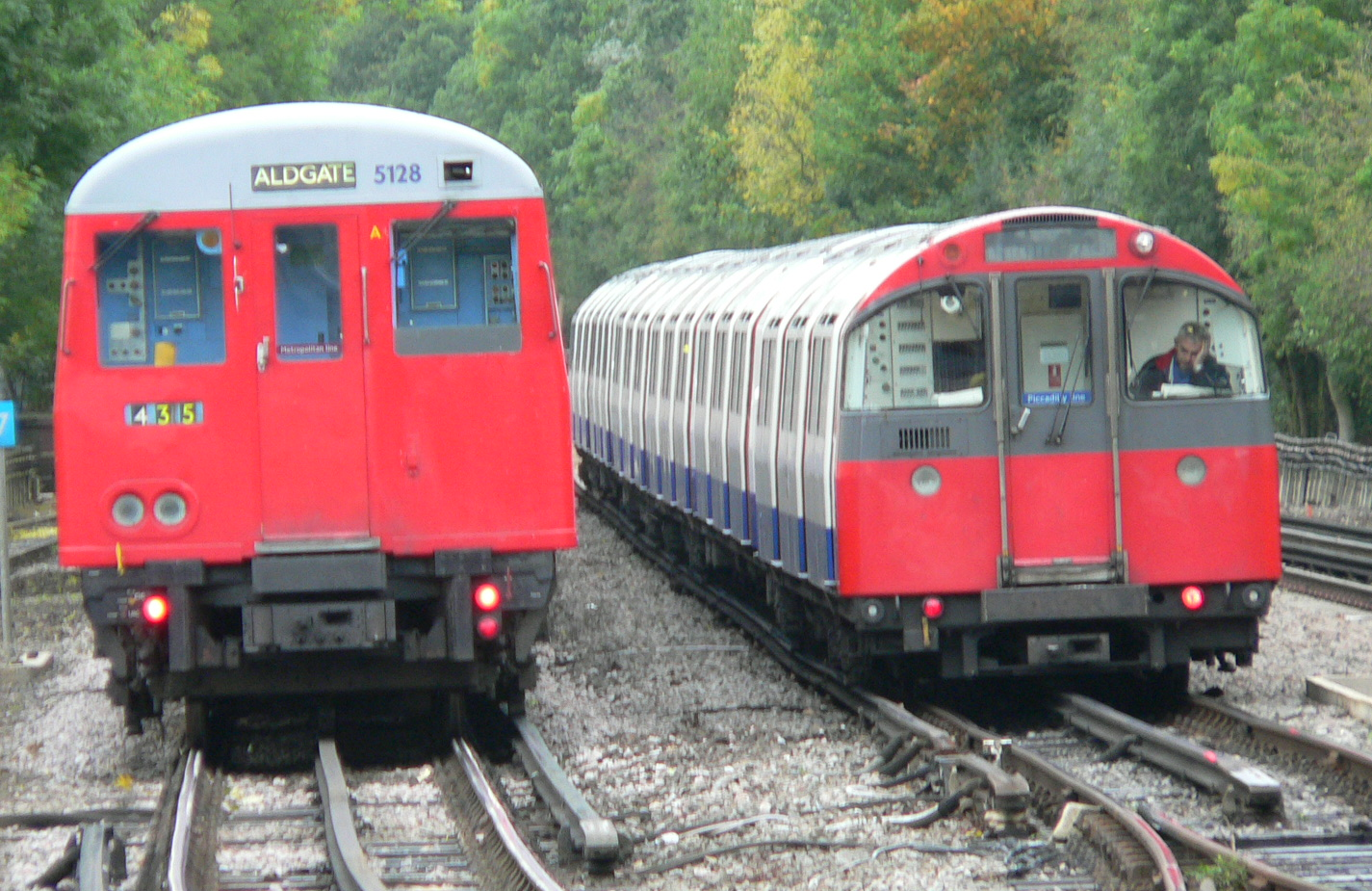
Лінії глибокого залягання лондонського метрополітену мають найменший габарит рухомого складу серед всіх залізниць, що використовують «стандартну колію»

Габарит рухомого складу — граничний поперечний перпендикулярний до осі колії обрис, в якому, не виходячи назовні, має розміщуватися на прямому горизонтальному шляху залізничний рухомий склад як в порожньому, так і в навантаженому стані. Габарит рухомого складу відрізняється в різних країнах і може відрізнятися на різних лініях в межах однієї країни. Наприклад, габарит рухомого складу метрополітену може бути менше, ніж на звичайній залізниці, що дозволяє зменшити діаметр тунелів.

## У Росії
Державним стандартом ГОСТ 9238-83 встановлені габарити рухомого складу: Т; 1-Т; 1-ВМ; 0-ВМ; 02-ВМ і 03-ВМ.
- Габарит Т поширюється на рухомий склад, допущений до обігу по шляхах, споруди і пристрої на яких відповідають вимогам габаритів наближення будівель С і Сп.
  - Т — 5,3 × 3,75 м,
  - Тц — 5,2 × 3,75 м,
  - Тпр — 5,3 × 3,55 м.

- Габарит 1-Т поширюється на рухомий склад, допущений до обігу по всіх шляхах загальної мережі доріг, під'їзних шляхах, та шляхам промислових підприємств.
  - 1-Т — 5,3 × 3,4 м.
- Габарити 1-ВМ, 0-ВМ, 02-ВМ, 03-ВМ поширюються на рухомий склад, допущений до обігу по залізницях колії 1520 (1524) мм і колії 1435 мм.
  - 0-ВМ — 4,65 × 3,25 м,
  - 1-ВМ — 4,7 × 3,4 м,
  - 02-ВМ — 4,65 × 3,15 м,
  - 03-ВМ — 4,28 × 3,15 м.

До введення ГОСТ 9238-83 використовувалися також наступні позначення габаритів:
- 0-T- 1-ВМ
- 01-Т- 0-ВМ,
- 02-Т- 02-ВМ,
- 03-Т- 03-ВМ.